# Mixibius ornatus
Mixibius ornatus är en djurart som tillhör fylumet trögkrypare, och som beskrevs av Pilato, Binda, Napolitano och Moncada 2002. Mixibius ornatus ingår i släktet Mixibius och familjen Hypsibiidae. Inga underarter finns listade i Catalogue of Life.